# Dobšice (České Budějovice-i járás)
Dobšice település Csehországban, a České Budějovice járásban. Dobšice Horní Kněžeklady, Žimutice, Týn nad Vltavou és Bečice településekkel határos. Lakosainak száma 119 fő (2024. január 1.).

## Népesség
A település lakosságának változását az alábbi diagram mutatja:
| Lakosok száma | 207  | 201  | 195  | 119  | 123  | 116  | 119  | 120  | 126  | 119  |
|               | 1869 | 1890 | 1921 | 1950 | 1980 | 2001 | 2017 | 2019 | 2022 | 2024 |